# Danh sách tập phim Ben 10 (phim truyền hình 2005)
Đây là danh sách tập phim hoạt hình Mỹ Ben 10. Phim được phát sóng trên kênh Cartoon Network.

## Tổng quan
| Mùa | Mùa | Số tập | Số tập | Phát sóng gốc        | Phát sóng gốc       |
| Mùa | Mùa | Số tập | Số tập | Phát sóng lần đầu    | Phát sóng lần cuối  |
| --- | --- | ------ | ------ | -------------------- | ------------------- |
|     | 1   | 13     | 13     | 27 tháng 12 năm 2005 | 25 tháng 3 năm 2006 |
|     | 2   | 13     | 13     | 29 tháng 5 năm 2006  | 9 tháng 10 năm 2006 |
|     | 3   | 13     | 13     | 25 tháng 11 năm 2006 | 21 tháng 4 năm 2007 |
|     | 4   | 13     | 13     | 14 tháng 7 năm 2007  | 15 tháng 4 năm 2008 |

## Danh sách tập

### Mùa một (2005 – 2006)
| #                                                                             | Tên tập phim                                   | Đạo diễn        | Biên kịch                  | Ngày phát sóng       | Mã sản xuất |  |
| ----------------------------------------------------------------------------- | ---------------------------------------------- | --------------- | -------------------------- | -------------------- | ----------- |  |
|                                                                               |                                                |                 |                            |                      |             |  |
| 1                                                                             | "Mười dạng biến hình" "And Then There Were 10" | Scooter Tidwell | Thomas Pugsley             | 27 tháng 12 năm 2005 | 101         |  |
| Ra mắt người ngoài hành tinh Omnitrix: Heatblast, Wildmutt, Diamondhead, XLR8 |                                                |                 |                            |                      |             |  |
| 2                                                                             | "Washington thời Đồ đá" "Washington B.C."      | Alex Soto       | Greg Klein, Thomas Pugsley | 13 tháng 1 năm 2006  | 102         |  |
| Ra mắt người ngoài hành tinh Omnitrix: Grey Matter, Four Arms, Stinkfly       |                                                |                 |                            |                      |             |  |
| 3                                                                             | "Thủy quái Krakken" "The Krakken"              | Scooter Tidwell | Duncan Rouleau             | 14 tháng 1 năm 2006  | 103         |  |
| Ra mắt người ngoài hành tinh Omnitrix: Ripjaws                                |                                                |                 |                            |                      |             |  |
| 4                                                                             | "Nghỉ hưu dài hạn" "Permanent Retirement"      | Scooter Tidwell | Marsha F. Griffin          | 21 tháng 1 năm 2006  | 104         |  |
| Ra mắt người ngoài hành tinh Omnitrix: Ghostfreak, Upgrade                    |                                                |                 |                            |                      |             |  |
| 5                                                                             | "Bị săn đuổi" "Hunted"                         | Scooter Tidwell | Adam Beechen               | 28 tháng 1 năm 2006  | 105         |  |
| 6                                                                             | "Bẫy du lịch" "Tourist Trap"                   | Scooter Tidwell | Thomas Pugsley             | 4 tháng 2 năm 2006   | 106         |  |
| 7                                                                             | "Kevin 11"                                     | Scooter Tidwell | Greg Klein                 | 11 tháng 2 năm 2006  | 107         |  |
| 8                                                                             | "Liên minh" "The Alliance"                     | Scooter Tidwell | Kevin Hopps                | 18 tháng 2 năm 2006  | 108         |  |
| 9                                                                             | "Nụ cười cuối cùng" "Last Laugh"               | Scooter Tidwell | Joe Casey, Duncan Rouleau  | 25 tháng 2 năm 2006  | 109         |  |
| 10                                                                            | "Cô gái May mắn" "Lucky Girl"                  | Scooter Tidwell | Marsha F. Griffin          | 4 tháng 3 năm 2006   | 110         |  |
| 11                                                                            | "Vấn đề nho nhỏ" "A Small Problem"             | Scooter Tidwell | Sean Jera                  | 11 tháng 3 năm 2006  | 111         |  |
| 12                                                                            | "Tác dụng phụ" "Side Effects"                  | Scooter Tidwell | Greg Klein                 | 18 tháng 3 năm 2006  | 112         |  |
| 13                                                                            | "Những bí mật" "Secrets"                       | Scooter Tidwell | Marty Isenberg             | 25 tháng 3 năm 2006  | 113         |  |

### Mùa hai (2006)
| #                                                 | Tên tập phim                                                   | Đạo diễn                | Biên kịch                   | Ngày phát sóng      | Mã sản xuất |  |
| ------------------------------------------------- | -------------------------------------------------------------- | ----------------------- | --------------------------- | ------------------- | ----------- |  |
|                                                   |                                                                |                         |                             |                     |             |  |
| 14                                                | "Sự thật" "Truth"                                              | Scooter Tidwell         | Marty Isenberg              | 29 tháng 5 năm 2006 | 201         |  |
| 15                                                | "Đấng toàn năng" "The Big Tick"                                | Sabastian Montes        | Kevin Hopps                 | 30 tháng 5 năm 2006 | 202         |  |
| Ra mắt người ngoài hành tinh Omnitrix: Cannonbolt |                                                                |                         |                             |                     |             |  |
| 16                                                | "Đổ oan" "Framed"                                              | Sebastian O. Montes     | Thomas Pugsley              | 31 tháng 5 năm 2006 | 203         |  |
| 17                                                | "Gwen 10"                                                      | Scooter Tidwell         | Greg Klein                  | 1 tháng 6 năm 2006  | 204         |  |
| 18                                                | "Trận đấu hận thù" "Grudge Match"                              | Sebastian O. Montes     | Marty Isenberg              | 7 tháng 6 năm 2006  | 205         |  |
| 19                                                | "Những nhà Hành Pháp Ngân Hà" "The Galactic Enforcers"         | Scooter Tidwell         | Joe Kelly                   | 13 tháng 6 năm 2006 | 206         |  |
| 20                                                | "Nỗi sợ trại hè" "Camp Fear"                                   | Sebastian O. Montes III | Marty Isenberg              | 21 tháng 6 năm 2006 | 207         |  |
| Ra mắt người ngoài hành tinh Omnitrix: Wildvine   |                                                                |                         |                             |                     |             |  |
| 21                                                | "Vũ khí tối thượng" "Ultimate Weapon"                          | Scooter Tidwell         | Jeff Hare                   | 6 tháng 7 năm 2006  | 208         |  |
| 22                                                | "May mắn bất ngờ" "Tough Luck"                                 | Scooter Tidwell         | Steven T. Seagle            | 12 tháng 7 năm 2006 | 209         |  |
| 23                                                | "Bí mật dưới đáy đại dương" "They Lurk Below"                  | Sebastian O. Montes III | Thomas Pugsley & Greg Klein | 18 tháng 7 năm 2006 | 210         |  |
| 24                                                | "Ghostfreak nổi loạn" "Ghostfreaked Out"                       | Sebastian O. Montes III | Thomas Pugsley              | 25 tháng 7 năm 2006 | 211         |  |
| 25                                                | "Tiến sĩ Animo và tia đột biến" "Dr. Animo and the Mutant Ray" | Scooter Tidwell         | Duncan Rouleau              | 25 tháng 8 năm 2006 | 212         |  |
| 26                                                | "Gặp lại địch thủ" "Back With a Vengeance"                     | Sebastian O. Montes III | Marty Isenberg              | 9 tháng 10 năm 2006 | 213         |  |

### Mùa ba (2006 – 2007)
| #                                                                      | Tên tập phim                                                                             | Đạo diễn                | Biên kịch                     | Ngày phát sóng       | Mã sản xuất |  |
| ---------------------------------------------------------------------- | ---------------------------------------------------------------------------------------- | ----------------------- | ----------------------------- | -------------------- | ----------- |  |
|                                                                        |                                                                                          |                         |                               |                      |             |  |
| 27                                                                     | "Ben 10.000" "Ben 10,000"                                                                | Sebastian O. Montes III | Greg Weisman                  | 25 tháng 11 năm 2006 | 301         |  |
| Ra mắt người ngoài hành tinh Omnitrix: Splitter, Buzzshock, Arctiguana |                                                                                          |                         |                               |                      |             |  |
| 28                                                                     | "Cơn mộng du khủng khiếp" "Midnight Madness"                                             | Scooter Tidwell         | Marty Isenberg                | 2 tháng 12 năm 2006  | 302         |  |
| 29                                                                     | "Thay hồn đổi xác" "A Change of Face"                                                    | Scooter Tidwell         | Thomas Pugsley, Greg Klein    | 9 tháng 12 năm 2006  | 303         |  |
| 30                                                                     | "Mừng ngày Giáng sinh" "Merry Christmas"                                                 | Sebastian O. Montes III | Duncan Rouleau                | 11 tháng 12 năm 2006 | 304         |  |
| 311                                                                    | "Ben sói" "Benwolf"                                                                      | Alex Soto               | James Phillips                | 17 tháng 2 năm 2007  | 305         |  |
| Ra mắt người ngoài hành tinh Omnitrix: Blitzwolfer                     |                                                                                          |                         |                               |                      |             |  |
| 32                                                                     | "Trò chơi kết thúc" "Game Over"                                                          | Scooter Tidwell         | Marty Isenberg                | 24 tháng 2 năm 2007  | 306         |  |
| 33                                                                     | "Cuộc phiêu lưu của những người bạn ngoài hành tinh" "Super Alien Hero Buddy Adventures" | Scooter Tidwell         | Marty Isenberg                | 3 tháng 3 năm 2007   | 307         |  |
| 34                                                                     | "Bên dưới mảnh vải" "Under Wraps"                                                        | Sebastian O. Montes III | Greg Weisman                  | 10 tháng 3 năm 2007  | 308         |  |
| 35                                                                     | "Những điều bất thường" "The Unnaturals"                                                 | Scooter Tidwell         | Marty Isenberg                | 17 tháng 3 năm 2007  | 309         |  |
| 36                                                                     | "Quái vật thời tiết" "Monster Weather"                                                   | Sebastian O. Montes III | Thomas Pugsley & Greg Klein   | 24 tháng 3 năm 2007  | 310         |  |
| 37                                                                     | "Sự trở lại" "The Return"                                                                | Scooter Tidwell         | Thomas Pugsley & Greg Klein   | 7 tháng 4 năm 2007   | 311         |  |
| Ra mắt người ngoài hành tinh Omnitrix: Snare-oh                        |                                                                                          |                         |                               |                      |             |  |
| 38                                                                     | "Bóng tối kinh hoàng" "Be Afraid of the Dark"                                            | Sebastian O. Montes III | Marty Isenberg                | 14 tháng 4 năm 2007  | 312         |  |
| Ra mắt người ngoài hành tinh Omnitrix: Frankenstrike                   |                                                                                          |                         |                               |                      |             |  |
| 39                                                                     | "Vị khách" "The Visitor"                                                                 | Alex Soto               | Thomas Pugsley and Greg Klein | 21 tháng 4 năm 2007  | 313         |  |
| Ra mắt người ngoài hành tinh Omnitrix: Perk Upchuck                    |                                                                                          |                         |                               |                      |             |  |

### Mùa bốn (2007 – 2008)
| #                                            | Tên tập phim                                                          | Đạo diễn                | Biên kịch                   | Ngày phát sóng      | Mã sản xuất |  |
| -------------------------------------------- | --------------------------------------------------------------------- | ----------------------- | --------------------------- | ------------------- | ----------- |  |
|                                              |                                                                       |                         |                             |                     |             |  |
| 40                                           | "Một ngày tuyệt vời" "Perfect Day"                                    | Scooter Tidwell         | Michael Jelenic             | 14 tháng 7 năm 2007 | 401         |  |
| 41                                           | "Chia ra để sống" "Divided We Stand"                                  | Scooter Tidwell         | Marty Isenberg              | 19 tháng 7 năm 2007 | 402         |  |
| Ra mắt người ngoài hành tinh Omnitrix: Ditto |                                                                       |                         |                             |                     |             |  |
| 42                                           | "Suối nguồn tươi trẻ" "Don't Drink the Water"                         | Scooter Tidwell         | Marty Isenberg & Greg Klein | 26 tháng 7 năm 2007 | 403         |  |
| 43                                           | "Đám cưới ngoài hành tinh" "Big Fat Alien Wedding"                    | Sebastian O. Montes III | Eugene Son                  | 2 tháng 8 năm 2007  | 404         |  |
| 44                                           | "Những người bạn mới" "Ben 4 Good Buddy"                              | Scooter Tidwell         | Amy Wolfram                 | 22 tháng 9 năm 2007 | 405         |  |
| 45                                           | "Kẻ tám lạng, người nửa cân" "Ready to Rumble"                        | Scooter Tidwell         | Eugene Son                  | 29 tháng 9 năm 2007 | 406         |  |
| 46                                           | "Ken 10"                                                              | Sebastian O. Montes III | Greg Weisman                | 6 tháng 10 năm 2007 | 407         |  |
| 47                                           | "Đụng độ hội 10 Ác nhân: Phần 1" "Ben 10 vs. the Negative 10: Part 1" | Sebastian O. Montes III | Thomas Pugsley & Greg Klein | 9 tháng 3 năm 2008  | 408         |  |
| 48                                           | "Đụng độ hội 10 Ác nhân: Phần 2" "Ben 10 vs. the Negative 10: Part 2" | Scooter Tidwell         | Greg Klein, Thomas Pugsley  | 9 tháng 3 năm 2008  | 409         |  |
| 49                                           | "Tạm biệt và chúc may mắn" "Goodbye and Good Riddance"                | Scooter Tidwell         | Thomas Pugsley & Greg Klein | 15 tháng 4 năm 2008 | 410         |  |

## Các tập ngắn
|   |                       |                          |          |  |  |  |
| 1 | "Hijacked"            | 14 tháng 7 năm 2007      | Không có |  |  |  |
| 2 | "Snack Break"         | 18 tháng 2 năm 2008      | Không có |  |  |  |
| 3 | "Survival Skills"     | 10 tháng 3 năm 2008      | Không có |  |  |  |
| 4 | "Radio Dazed"         | 24 tháng 3 năm 2008      | Không có |  |  |  |
| 5 | "Sleepaway Camper"    | 7 tháng 4 năm 2008       | Không có |  |  |  |
| 6 | "Dogged Pursuit"      | 21 tháng 4 năm 2008      | Không có |  |  |  |
| 7 | "Let the Games Begin" | 1 tháng 7 năm 2008       | Không có |  |  |  |
| 8 | "Handle with Care"    | 8 tháng 7 năm 2008       | Không có |  |  |  |
| 9 | "Road Trip Rumble"    | ngày 12 tháng 3 năm 2012 | Không có |  |  |  |

## Phim điện ảnh
|                                                                   |                      |  |  |  |  |  |
| "Ben 10: Cuộc chạy đua với Thời gian" "Ben 10: Race Against Time" | 21 tháng 11 năm 2007 |  |  |  |  |  |
| Ra mắt người ngoài hành tinh Omnitrix: Eon (dòng thời gian RAT)   |                      |  |  |  |  |  |
| "Ben 10: Bí mật của Omnitrix" "Ben 10: Secret of the Omnitrix"    | 10 tháng 8 năm 2007  |  |  |  |  |  |
| Ra mắt người ngoài hành tinh Omnitrix: Way Big                    |                      |  |  |  |  |  |
| "Ben 10: Cuộc chiến ngoài hành tinh" "Ben 10: Destroy All Aliens" | 23 tháng 3 năm 2012  |  |  |  |  |  |

## DVD phát hành
- Trọn bộ mùa 1 (6 tháng 2 năm 2007)[1]
- Trọn bộ mùa 2 (9 tháng 10 năm 2007)[2]
- Trọn bộ mùa 3 (4 tháng 3 năm 2008)[3]
- Trọn bộ mùa 4 (5 tháng 8 năm 2008)[4]
- Secret of the Omnitrix (20 tháng 5 năm 2008)[5]
- Race Against Time (8 tháng 4 năm 2008)[6]
- Destroy All Aliens (16 tháng 4 năm 2013)[7]